# De Jonkman
De Jonkman est un restaurant situé à Sint-Kruis, à Bruges. Le restaurant a deux étoiles Michelin.

## Parcours
Le propriétaire et chef Filip Claeys a appris le métier à la Ter Duinen Hotel School de Coxyde et s'est ensuite qualifié avec Geert Van Hecke (De Karmeliet) et Sergio Herman (Oud Sluis). Il a repris le restaurant de Ronnie Jonkman en avril 2006 et a conservé le nom d'origine, déjà connu.

## Étoiles Michelin
- Depuis 2008
- Depuis 2011

## Gault et Millau
- 18/20